# Dąbrowa Białostocka (ville)
Pour les articles homonymes, voir Dąbrowa Białostocka.
Dąbrowa Białostocka est une ville polonaise de la voïvodie de Podlachie et du powiat de Sokółka. Elle est le siège de la gmina de Dąbrowa Białostocka; elle s'étend sur 22,64 km2 et comptait 5.928 habitants en 2011.